# 吴门画派
吳門畫派又稱吳門畫家，常簡稱為吳派，是明代繪畫的一個地方風格。由沈周、文徵明所创，以苏州（别称吴门）为中心。代表畫家有董其昌、陳繼儒、周天球、莫是龍、李日華、項聖謨、卞文瑜、张复等。
一般討論吳派的時候，是與浙派（被認為是院畫風格）相對，作為文人畫的代稱。「吳派」一詞自明代末期開始出現，在清代被四王繼承，成為中國繪畫的主流，影響深遠，是中國繪畫史中最重要的流派之一。从正德到嘉靖年间，据《吴门画史》一书统计，吴派画家共有876人。